# Núria Picas i Albets
Núria Picas i Albets (Manresa, 2 de novembro de 1976) é uma corredora de montanha catalã. Na década de 2010 venceu várias corridas de montanha. Mora em Berga e treina pelas montanhas ao redor de Berguedà. Após destacar-se na Seleção Catalã de Corridas de Montanha, entrou para a equipa do Buff Pro Team em 2012, e tornou-se colaboradora do Leksport em 2014.

## Biografia
Nascida em Manresa, ela iniciou as suas atividades desportivas nas montanhas com a ajuda dos seus pais, que praticavam escalada desde aos dez anos de idade nas montanhas de Montserrat. Aos dezanove anos de idade, começou a praticar a escalada desportiva com a clássica, tendo progredido de forma rápida e alcançado a nota 7b+ em 2002.
Participou da sua primeira maratona de montanha na Maratona Nike Aneto X-treme, onde alcançou a terceira posição na competição feminina, e entrou para a Seleção Catalã de Corridas de Montanha aos vinte e três anos. Teve de interromper a vida desportiva após sofrer um acidente durante uma escalada numa via ferrata em Montserrat, onde quebrou o astrágalo do pé esquerdo.
No entanto, os seus resultados obtidos nas corridas favoreceram a sua entrada na equipa catalã, onde tornou-se uma corredora internacional (Kinabalu 2010, entre outros) e também participou de ultramaratonas (Cavalls del vent 2011), tornando-se uma atleta profissional. Isto obrigou com que abandonasse o seu cargo como bombeira da Generalidade da Catalunha.